# Eumenes lepeletierii
Eumenes lepeletierii är en stekelart som beskrevs av Henri Saussure. Eumenes lepeletierii ingår i släktet krukmakargetingar, och familjen Eumenidae. Inga underarter finns listade i Catalogue of Life.